# Uudam
Sunam Uudam, także Wudamu (mong. ᠠᠭᠤᠳᠠᠮ; Сунам Уудам chiń. upr. 乌达木; pinyin Wūdámù; ur. 9 września 1999 w Hulun Buir) – mongolskojęzyczny dziecięcy piosenkarz ludowy z Chin, który zdobył popularność dzięki udziałowi w chińskiej edycji programu „Mam Talent“. Program ten był emitowany w Dragon TV pod koniec maja 2011 roku.

## Życiorys
Wudamu pochodzi z Hulun Buir w Regionie Autonomicznym Mongolii Wewnętrznej w północnych Chinach.
Uudam został jednym z najmłodszych członków chóru dziecięcego „Wucai Children’s Chorus“ („Hulunbei’er Children’s Choir“). Gdy miał osiem lat, jego matka uległa wypadkowi drogowemu, gdy wracała z jednego z występów jej syna, w wyniku którego została sparaliżowana. Uudam opiekował się nią przez około rok aż do jej śmierci. Jego ojciec zginął w podobnym wypadku mniej więcej rok po śmierci matki. W tym czasie Uudamowi pomagał jego wujek Manlai. W związku z tym opiekę artystyczną i rodzicielską objęli nad nim dyrektorzy chóru, Buren Baya’er (Bürin Bayar) i Wurina (Urina). W wyniku tej adopcji zyskał przybraną siostrę, Normę, także będącą piosenkarką.
Podczas ww. programu telewizyjnego Uudam wykonał w języku mongolskim m.in. utwór: „Mother in the Dream“ („Matka we śnie“). Prezentacja Uudama została bardzo ciepło przyjęta przez publiczność i sędziów. Śpiewał również inne utwory wspólnie ze swymi przybranymi rodzicami, Wuriną i Buren Baya’erem, który jest znanym w tamtym regionie piosenkarzem. Wystąpił też gościnnie (tylko jako statysta) w teledysku Buren Baya’era „Dai wo qu caoyuan ba“ (chiń. 带我去草原吧; ang. „Take me to the Prairie“). Oprócz licznych występów telewizyjnych i na żywo w kraju, w czerwcu 2012 wystąpił także w rosyjskim mieście Ułan Ude, gdzie wraz z Wuriną, Buren Baya’erem oraz znaną w lokalnym środowisku wokalistką Sesegmą, wziął udział w koncercie o nazwie „Pieśni wielkiego stepu“.

## Dyskografia
- 2011: „Meng zhong de eji“ (chiń. 梦中的额吉; ang. „Mother in the Dream“) – Guangdong Audio B006G79YT4, CD (5 utworów) + DVD (teledysk Mother in the Dream)[2].

## Filmografia
- 2011: Chöch tolbot chümüüs (mong. Хөх толбот хүмүүс[7], ang. Men with Blue Dots), jako młody Ganbaa
- 2013: Uudam Charity Mini Movie :Spring-Bound School Bus (krótkometrażowy)